# هيلين وايت (قاضية)
هيلين وايت (بالإنجليزية: Helene White)‏ هي محامية وقاضية أمريكية، ولدت في 2 ديسمبر 1954 في جاكسون هايتس ‏ في الولايات المتحدة.

## وصلات خارجية
- هيلين وايت على موقع إن إن دي بي (الإنجليزية)